# Zażyłość kulturowa
Zażyłość kulturowa (ang. cultural intimacy) – termin wyrosły z dyskursu antropologii kulturowej opisujący aspekty identyfikacji kulturowej w państwie narodowym, które z racji niedostosowania etycznego w hierarchii wartości zachodnich, są ukrywane na arenie międzynarodowej, uważane za wstydliwe. Są one jednak paradoksalnie również wiążącymi społeczeństwo cechami zapewniającymi normalne życie społeczne. Dualizm ten dotyka najczęściej społeczności zmarginalizowane w państwach, w których widoczne są wpływy różnych kultur przeciwstawianych wartościom zachodnim. Termin ten poruszony został i dogłębnie opisany przez Michaela Herzfelda w jego książce Zażyłość kulturowa: Poetyka społeczna w państwie narodowym.

## Główne cechy zażyłości kulturowej według Herzfelda
- krytyczna i centralna rola państwa narodowego w kształtowaniu i ukazywaniu identyfikacji zbiorowej w publicznych i prywatnych sferach życia grup społecznych
- wprowadzenie terminu zażyłości kulturowej poprzez szeroko rozpowszechnione idee wywodzące się z państw zachodnich
- wstyd powstający w odpowiedzi na roztrząsanie spraw wewnętrznych państwa na arenie międzynarodowej

## Charakterystyka ogólna pojęcia
Termin ten bazuje na dychotomii między wzorcami kultury narzucanej przez państwo a praktyką społeczną zwykłych mieszkańców. Jest to zjawisko nazywane esencjalizmem, które opisuje bezdyskusyjną władzę państwa w kreowaniu wizerunku zewnętrznego danego kraju, poprzez narzucenie zunifikowanej, wystylizowanej i wtłaczającej w sztuczne ramy kultury, przez którą zmarginalizowane wartości zwykłych mieszkańców są tłamszone. Poprzez metaforyzację pokrewieństwa jako narodu, następuje próba zunifikowania mentalności jednostek do "metaforycznej" tożsamości. 
Jednym z ważniejszych terminów opisujących i tłumaczących zjawisko zażyłości kulturowej jest pojęcie ikoniczności. Ma ona na celu tworzenie homogeniczności, poprzez wytwarzanie wspólnych symboli narodowych, z którymi byłyby kojarzone. Ikoniczność jest tutaj postrzegana jako coś zmiennego, proces, w którym symbole postrzegane są przez pryzmat ich zmienności. Zakłada też podobieństwo jednostek, co wywołuje efekt naturalności i ciągłości kulturowej. Jej zadaniem jest maskowanie zażyłości kulturowej poprzez brak równoznaczności. Pojawia się tu również pojęcie stereotypu pełniącego podobną rolę. 
Ważną rolę w tworzeniu zażyłości kulturowej odgrywają czas i działanie – nazwane rezydualnym binaryzmem, które analizowane poprzez poetykę społeczną, która pomaga zrozumieć wdrażanie w życie i funkcjonowanie norm, stereotypów, folkloru, wyznaczników klas społecznych etc., ukazując zażyłość kulturową jako proces, a nie jako, wywołany przez jakąś instytucję, statyczny model. Pozwala zbadać w jaki sposób grupy społeczne tworzą na nowo swoją ikoniczność.
Nostalgia strukturalna jako charakterystyczna cecha zażyłości kulturowej, zarówno dla oficjalnego państwa jak i dla obywateli łamiących prawo, dla obywateli jest oznaką upadku moralnego państwa, ponieważ kształtuje ona wyobrażenie społeczne na temat idealnego porządku istniejącego "przed czasem", a dla państwa jest rodzajem przyzwolenia na ingerencję i przywracanie idealnego porządku społecznego. Efektem jest oskarżanie przez państwo ludności za zakłócanie naturalnego porządku i homogeniczności państwa, natomiast ludność oskarża rząd o "sztuczną" ingerencję, co jest oznaką degradacji moralnej społeczeństwa, które dawniej funkcjonowało bez jej pomocy. Dlatego nieodłącznym wydaje się funkcjonowanie biurokracji państwowej i zmarginalizowanej społeczności, które wzajemnie oddziałują na siebie, tworząc podstawy do zażyłości kulturowej.
Wszystkie warstwy społeczeństwa przystają na te same wartości, jednak reprezentatywne dla państwa postaci, starają się poprzez propagowanie wzorców zachodnich, zmarginalizować wartości zwykłych obywateli, którzy przez to uważają władzę jako zewnętrzną siłę starającą się ingerować w ich życie społeczne. 
Nieodłącznym elementem zażyłości kulturowej jest opozycja Zachód a Inni, która prowadzi do sprowadzenia tradycyjności do czynnika powodującego zacofanie i nie pozwalającego na zunifikowanie wartości kulturowych. 

## Rozwinięcie terminu
Początkowo termin ten odnosił się ściśle do państw narodowych w obrębie Europy, które były ważne pod względem historycznym i geopolitycznym, jak np. Grecja, na której przykładzie Herzfeld objaśnił funkcjonowanie zażyłości kulturowej. Jego badania poszerzone zostały później o takie rejony jak Włochy i Tajlandia.
Wzbogacenie modelu zażyłości kulturowej o postać historyczną, miało na celu spojrzenie na problem z innej perspektywy czasowej, ponieważ wcześniejsza, jak twierdził sam Herzfeld, była zbyt statyczna. Jej postać instytucjonalna i geograficzna również zostały rozbudowane, a zasięg zjawiska ogarnął też państwa niekoniecznie będące narodowymi i mieszczącymi się w ramach europejskich.
Bazując na badaniach Herzfelda, badacze tacy jak Andrew Shryock, Paul Brodwin, Alexander Kiossev, Thomas M. Malaby, Yasemin Nuhoğlu Soysal i Yuson Jung przyczynili się do wzbogacenia i redefinicji zażyłości kulturowej.
To właśnie Andrew Shryock poszerzył zakres geograficzny badań na ten temat jako pierwszy, wyszedł poza ramy europejskie oraz zwrócił uwagę na tworzenie tożsamości społecznej w wyniku coraz to szerszych sieci mass-mediów. W odpowiedzi na jego prace związane z zażyłością kulturową powstała druga edycja książki Herzfelda Zażyłość kulturowa:Poetyka społeczna w państwie narodowym.
Według Kiosseva zażyłość kulturowa jest nie tylko odpowiedzią na obecność państwa, ale również rozbudową o wszelkie reakcje na działalność władzy, czyli jest nie tylko reakcją na wpajane wartości zachodnich, ale również wzorów, które powstały w wyniku reakcji na te wartości. Dla Kiosseva strefa kultury intymnej jest oporem wobec zachodu, stwarzającej coś w rodzaju schronienia przed narzucanymi normami.
Yuson Jung natomiast opierając się na wnioskach wysnutych przez poprzedników, wprowadziła nową kategorię analityczną do dyskursu pomiędzy władzą neoliberalną a pojawieniem się i działaniem zażyłości kulturowej – a mianowicie "uniżenie" (ang. complaisance). Termin ten zwrócić ma uwagę na samą niechęć, z jaką broniący zażyłości kulturowej podlegają dominacji rozszerzającego się wzorca zachodniego. Uważa ona również, że powinno to być szerzej zbadane, ponieważ "uniżenie" może implikować zmiany w strukturze globalnej władzy, gdzie odległość społeczna dzieląca hegemonów z zewnątrz, a ludzi zajmujących niższe pozycje, może się zmniejszać oraz prowadzić do marginalizacji społeczeństw już zmarginalizowanych.
Inne stanowisko zajmuje Thomas M. Malaby, który uważa, że zażyłość kulturową można użyć jako model analityczny, który przydatny jest jako narzędzie do oceny zasad i praktyk nowych instytucji cyfrowych.
Soysal sugeruje wprowadzenie "zażyłości publicznej", która jest opozycją do zażyłości kulturowej, ponieważ powoduje wtłoczenie zażyłości w ramy publiczne, a nie prywatne, co prowadzić ma do wyniesienia wartości ludzi zmarginalizowanych do sfery publicznej, widzianej przez wszystkich. Taka "zażyłość publiczna" ma być wynikiem kształtowania przez globalizację. 
Można przytoczyć tu również próbę zwiększenia liczby typów zażyłości kulturowej, której podjął się np. Richard Maddox, wyróżniając zażyłość: sceptyczną, wspólnotową i wyłączającą.